# Alexander Argyropoulos
Alexander Argyropoulos (* 1910; † 11. Januar 1992 in Athen) war ein griechischer Diplomat.
Argyropoulos entstammte einer phanariotisch-byzantinischen Familie. Sein Vater Simon (* 1878) war Konteradmiral und griechischer Botschafter bei den Vereinten Nationen.
Alexander Argyropoulos war Botschafter in Rom, Bukarest (1960–1966), Brüssel (1966–1968) und Prag (1968–1969).
Am 28. Dezember 1952 wurde er mit dem Großkreuz des Verdienstordens der Italienischen Republik ausgezeichnet.